# Luciano Rigolini
Luciano Rigolini, né le 2 août 1950 à Tesserete, une ancienne commune du canton du Tessin, en Suisse, rattachée depuis 2001 à Capriasca, est un artiste, photographe, auteur de livres, réalisateur, documentariste et producteur suisse.
Ancien rédacteur en chef d'Arte à Paris, il a obtenu en 2024 le Grand Prix suisse de design (Catégorie photographie), la plus haute distinction décernée aux designers et photographes suisses par l'Office fédéral de la culture (OFC)

## Biographie
Luciano Rigolini étudie le cinéma mais se tourne rapidement vers la photographie.
En 1995, il rejoint l'unité documentaire de la chaîne de télévision européenne Arte à Paris, où il est responsable du développement créatif des films d'auteur jusqu'en 2015,,,. Il a produit des films de cinéastes tels que Chris Marker, Alexandre Sokourov, Naomi Kawase, Chantal Akerman, Apichatpong Weerasethakul, Tsai Ming-liang, Laurie Anderson. Il est l'auteur d'Arte : Collection Photo, 12 documentaires sur l'histoire de la photographie des origines à nos jours avec la collaboration scientifique de Quentin Bajac

Depuis 2002, il travaille la photographie exclusivement à travers l'appropriation et la relecture d'images amateurs et de documents industriels. Son travail s'exprime également à travers plusieurs livres d'auteur. Martin Parr et Gerry Badger, incluent Surrogates publié en 2012 dans le troisième volume de leur histoire des livres photo . Ils écrivent : « Dans Surrogates, il a pris comme source d'images des pièces détachées pour voitures anciennes disponibles à la vente sur eBay. Il les retouche ensuite et les agrandit considérablement, les présentant sur des fonds unis ou en color-field afin qu'elles soient recontextualisées en tant qu'images formelles, dénuées de leur ancienne fonction. » Private/Used (2013) est un livre de photographies rassemblant des images de femmes en lingerie, vendant leurs sous-vêtements usagés sur eBay .Mask (2015) est une collection de photographies de calandres de voitures fabriquées à Détroit entre 1955 et 1962.
Luciano Rigolini a enseigné le cinéma et la photographie dans plusieurs universités, dont la Rice University de Houston, le Southern California Institute of Architecture (en), l'université d'art et de design de Genève et le master documentaire de l'université Pompeu-Fabra de Barcelone.

## Publications
- 2013 : Private/Used. Zurich: Patrick Frey. •  (ISBN 978-3-90592-947-8)[8].
- 2014 : Surrogates. Paris: Centre Culturel Suisse; Lausanne: Musée de l'Elysée, 2012. •  (ISBN 978-2-90923-012-2)[10].
- 2015 : Mask. Zurich: Patrick Frey, •  (ISBN 978-3-90592-981-2)[8].
- 2018 : AS 15-16. Zurich: Patrick Frey, 2018.  (ISBN 978-3-906803-63-0).
- 2022 : Inexplicata Volantes, Akio Nagasawa Publishing, Tokyo [11]

## Expositions

### Expositions individuelles
- 1992 : Luciano Rigolini: Fotografie ’90–’92, Musée cantonal d'art, Lugano[12]
- 1995 : Luciano Rigolini, Città aperta-Open City, Photographs 1990-1995, Farish Gallery, Rice University School of Architecture, Houston[13]
- 1996 : Luciano Rigolini. Photographs 1990-1995, Foto Forum, Saint-Gall
- 2008 : Luciano Rigolini, photographe, Fondation suisse pour la photographie, Winterthur[14]
- 2011 : Luciano Rigolini. Another image, Max Museo-Spazio Officina, Chiasso[15]
- 2012 : Surrogates, Centre culturel suisse, Paris[16]
- 2012 : Luciano Rigolini, Concept Car, Musée de l'Elysée, Lausanne[17]
- 2015 : Luciano Rigolini – Landscape, Buchmann Art Galerie, Lugano[18]

## Filmographie partielle

### Comme réalisateur
- 1982 : Documenta 7 (documentaire sur la Documenta 7)

## Crédit d'auteurs
- (en) Cet article est partiellement ou en totalité issu de l’article de Wikipédia en anglais intitulé « Luciano Rigolini » (voir la liste des auteurs).